# Trst (film)
Trst je slovenski črno-beli dramski film iz leta 1951 v režiji Franceta Štiglica po scenariju Franceta Bevka. Prikazuje boj za osvoboditev Trsta v drugi svetovni vojni med gestapovci in partizanskimi enotami po kapitulaciji Italije.

## Igralci
- Mira Bedenk kot Anda
- Angelo Benetelli kot Penko
- Sandro Bianchi kot Donati
- Vjekoslav Bonifacic kot Burole
- Alessandro Damiani kot Karlo
- Avgusta Danilova kot stara ženica
- Flavio della Noce kot Piero
- Josip Fiser kot menih
- Eliza Gerner kot Anamarija
- Franc Gunžer kot komisar mesta
- Pavla Kovič kot vratarjeva hči
- Slavica Kraševec kot Marijeta
- Andrej Kurent kot Ivan
- Anica Kužnik kot Vida
- Marcello Micheli kot Moro
- Carlo Montini kot Oliva
- Lojze Potokar kot Just
- Stane Potokar kot komandir mesta
- Modest Sancin kot Galjof
- Stane Sever kot Borut
- Zvone Sintič kot Tadeo
- Pero Škerl kot Pahor
- Vladimir Skrbinšek kot Schmedke
- Dušan Škedl kot poročnik
- Jože Zupan kot Sila
- Mirko Zupančič kot Sergej